# Michel Rat
Michel Rat (Auvers-sur-Oise, 16 marzo 1937) è un ex cestista francese.

## Carriera
Con la Francia ha disputato i Campionati mondiali del 1963 e tre edizioni dei Campionati europei (1959, 1961, 1963).